# Palle Lauring
Palle Lauring född 16 oktober 1909, död 3 oktober 1996, var en dansk författare och historieförmedlare. Han var bror till skådespelaren Gunnar Lauring.

## Biografi
Palle Lauring föddes på Frederiksberg. Han tog studentexamen vid Frederiksberg Gymnasium 1927. 1935 tog han lärarexamen vid Haderslev Seminarium och verkade från 1937 vid Köpenhamns kommuns skolor. 
Han debuterade som författare med romanen Vitellius 1944. Han gav ut lättlästa böcker om Danmarks historia, kallade Palle Laurings Danmarkshistorie i 10 band, utkomna 1961-1979. 7-bands-verket Rejse i Danmark utkom 1956-1962. Palle Laurings författarskap är hela vägen igenom präglat av en solid historisk kunskap, kombinerat med berättarglädje, och genom framträdanden i radio och tv nådde hans tolkningar av historien ut till en stor publik. 
Han var medlem av styrelsen för Dansk Forfatterforening och redaktör för Forfatteren 1949-1952.